# Wartenau (metrostation)
Wartenau is een metrostation in het stadsdelen Eilbek en Hohenfelde van de Duitse stad Hamburg. Het station werd geopend op 1 oktober 1961 en wordt bediend door lijn U1 van de metro van Hamburg.